# Vapa (Sjenica)
Pour les articles homonymes, voir Vapa.
Vapa (en serbe cyrillique : Вапа) est un village de Serbie situé dans la municipalité de Sjenica, district de Zlatibor. Au recensement de 2011, il comptait 208 habitants.
Vapa est également connue sous le nom de Gornja Vapa. Le village est situé sur les bords de l'Uvac.

## Démographie

### Évolution historique de la population
| 1948 | 1953 | 1961 | 1971 | 1981 | 1991 | 2002 | 2011 |
| ---- | ---- | ---- | ---- | ---- | ---- | ---- | ---- |
| 513  | 562  | 480  | 360  | 309  | 268  | 230  | 208  |

|  |